# Kronfeld Ltd
Pour les articles homonymes, voir Kronfeld.
Kronfeld Ltd est un constructeur aéronautique britannique disparu.
Après avoir racheté The British Aircraft Co, Robert Kronfeld, fameux pilote vélivole autrichien, transféra l’entreprise dans une usine plus grande à Hanworth et la rebaptisa Kronfeld Ltd en 1936. Kronfeld Ltd devait fermer ses portes un an plus tard après avoir produit 58 Kronfeld Drone, un biplace léger dérivé du BAC Planette.